# Roger Tellart
Roger Tellart, né à Paris le 9 mars 1932 et décédé dans la même ville le 22 juillet 2013, est un musicologue et journaliste français spécialiste de Claudio Monteverdi, de Heinrich Schütz, du madrigal et de la musique ancienne au sujet desquels il a publié plusieurs ouvrages.
Il est le père du vielliste Christophe Tellart (Ensemble Perceval, Hesperion XXI, Ensemble Réal, Poème Harmonique, etc.)

## Éléments biographiques
Il collabore au quotidien La Croix et aux revues musicales Diapason et Goldberg.
Il est un temps producteur à Radio France, où il est également invité plusieurs fois pour participer à des émissions sur la musique baroque.
Il collabore également aux revues musicales Classica, Concertclassic.com et La Lettre du musicien.
Il intervient fréquemment à la Radio suisse romande lors d'émissions traitant de musique ancienne.
Il est Chevalier de l'ordre des Arts et des Lettres et membre de l'Académie Charles-Cros.